# Euxestus analis
Euxestus analis is een keversoort uit de familie dwerghoutkevers (Cerylonidae). De wetenschappelijke naam van de soort werd in 1926 gepubliceerd door Gilbert John Arrow.